# Ahmed Belal
Ahmed Farag Mohamed Belal (ar. أحمد بلال, ur. 20 sierpnia 1980 w Asz-Szarkijji) – piłkarz egipski grający na pozycji napastnika.

## Kariera klubowa
Belal urodził się niedaleko Kairu w prowincji Asz-Szarkijja. Piłkarską karierę rozpoczął w klubie Al-Ahly Kair. W 2000 roku w wieku 20 lat zadebiutował w jego barwach w pierwszej lidze egipskiej. Już w debiutanckim sezonie wywalczył z Al-Ahly Puchar Egiptu, a jesienią 2001 zwyciężył w Lidze Mistrzów. W 2003 roku ponownie zdobył Puchar Egiptu oraz superpuchar. W sezonie 2002/2003 z 19 golami został królem strzelców ligi. Z kolei w 2005 roku wywalczył pierwsze w karierze mistrzostwo Egiptu oraz po raz drugi wygrał Ligę Mistrzów.
Latem 2005 Belal przeszedł do tureckiego Konyasporu. W tureckiej lidze zadebiutował 11 września 2005 w zremisowanym 1:1 wyjazdowym spotkaniu z Gençlerbirliği SK. W trakcie sezonu, na początku 2006 roku, został wypożyczony do MKE Ankaragücü (debiutował w nim 5 lutego 2006 w przegranym 1:2 meczu z Trabzonsporem). Latem 2006 wrócił do Konyasporu, w którym rozegrał jeszcze jeden sezon. Ogółem w tureckiej lidze strzelił 9 goli w 43 rozegranych meczach.
W 2007 roku Belal wrócił do Al-Ahly. W 2008 roku zdobył Puchar Egiptu i wygrał Ligę Mistrzów, a w 2009 roku wywalczył mistrzostwo kraju. W 2011 roku przeszedł do Smouha SC. Obecnie jest piłkarzem ENPPI Club.

## Kariera reprezentacyjna
W reprezentacji Egiptu Belal zadebiutował 8 sierpnia 2002 w wygranym 4:1 towarzyskim spotkaniu z Etiopią, w którym strzelił jednego z goli. W 2004 roku został powołany do kadry na Puchar Narodów Afryki 2004. Tam rozegrał 3 spotkania: z Zimbabwe (2:1), z Algierią (1:2 i gol w 26. minucie) i z Kamerunem (0:0). Od 2002 do 2004 roku rozegrał w kadrze narodowej 22 mecze i strzelił 16 goli. W 1997 roku z kadrą U-17 wywalczył mistrzostwo Afryki. W tym samym roku zagrał w Mistrzostwach Świata U-17, na których strzelił 3 gole.